# ホープウェル (ノバスコシア州)
ホープウェル (Hopewell) は、カナダのノバスコシア州ピクトゥ郡 (Pictou County) のコミュニティ (General Service Area)。
ホープウェルは、ステラートン (Stellarton) とニュー・グラスゴー (New Glasgow) の領域の外側、イースト川 (the East River)の河谷に位置している。トランスカナダハイウェイの一部を成す Nova Scotia Highway 104 の24番出口から南へ374号線をステラートンを離れる方向へ進むと到達する。ホープウェルは、河谷に沿って数多く連なる、かつては郵便や物資を運ぶ鉄道によって結ばれていた集落群のひとつであり、北アメリカに僅かにしか残存していない吊り橋のひとつとして地元自治体によって歴史遺産指定されている「the Hopewell Footbridge」がある。ホープウェルは、美しいイースト川の峡谷の一部にあり、色鮮やかなブルーベリー畑や蛇行する川、瑞々しい農地など、美しい田園風景が見られる地域である。

## エピソード
1898年にホープウェルにおいて、カナダで最初に製造された自動車は、「ザ・ヴィクトリアン (The Victorian)」と名付けられた。この車は2人乗りのバギーで、鉄製の車輪とローラーチェーン、ティラー (Tiller) によるステアリングを備えていた。
有名なカントリー歌手のジョージ・キャニオン (George Canyon) は、ホープウェルからそう遠くないフォックスブルック (Foxbrook) で育った。キャニオンが、リアリティ番組『Nashville Star』に参加していた頃には、彼の妻と子どもたちは地元に住み続けていた。キャニオンは現在も、この地域に土地を所有している。
ホープウェルには、ゲール文化の遺物が残されている。「Maclean, Sinclair family fonds」のコレクションは、1953年にホープウェルのジョージ・マクリーン・シンクレア (George Maclean Sinclair) のエステートからもたらされたものである。このコレクションは、公開当時、「本物のゲール文化の遺物のコレクションとして、カナダで最も優れたもの」と評された。

## 関連文献
- Maynard, Steven. “Between Farm and Factory: The Productive Household and the Capitalist Transformation of the Maritime Countryside, Hopewell, Nova Scotia, 1869-1890.” In Contested countryside: Rural Workers and Modern Society in Atlantic Canada, 1800-1950 edited by Daniel Samson, 70-100. Fredericton, New Brunswick: Acadiensis Press, 1994.
- The history of St. Columba Church : Hopewell, Nova Scotia. St. Columba Church (Hopewell, N.S.). 150th Anniversary Committee. Nova Scotia : St. Columba Church, Anniversary Committee, 1970. (NGP  REFCS) 277.163 His (found at the New Glasgow Library).
- Geology of Hopewell map-area, Nova Scotia. Benson, David Gwyn, Ottawa : Dept. of Energy, Mines and Resources, 1967. REFCS 557.1 Ben (New Glasgow Library).
- Frost, James D. (1982). “The 'Nationalization' of the Bank of Nova Scotia, 1880-1910”. Acadiensis 12 (1):  3-38 2015年3月1日閲覧。.

座標: 北緯45度28分57.73秒 西経62度41分54.45秒 / 北緯45.4827028度 西経62.6984583度